# Gynacantha subinterrupta
Gynacantha subinterrupta là loài chuồn chuồn trong họ Aeshnidae. Loài này được Rambur mô tả khoa học đầu tiên năm 1842.